# Ralfs Sirmacis
Ralfs Sirmacis (ur. 29 maja 1994) – łotewski kierowca rajdowy, rajdowy drugi wicemistrz Europy 2016.
W sezonie 2015 Rajdowych mistrzostw Świata w kategorii Junior WRC zajął drugie miejsce, wygrywając jeden rajd, raz był drugi a raz trzeci w swojej kategorii. W sezonie 2016 zajął trzecie miejsce w rajdowych mistrzostwach Europy, wygrywając trzy rajdy i raz zajmując trzecie miejsce w sześciu startach. W czasie tego sezonu wygrał dwadzieścia jeden odcinków specjalnych.